# Giovanni delle Bande Nere (patrouilleur)
Pour les articles homonymes, voir Giovanni delle Bande Nere (homonymie).
Le Giovanni delle Bande Nere (pennant number : P434) est un patrouilleur hauturier de la Marina Militare italienne, le quatrième navire de la classe Thaon di Revel.

## Conception
Les navires ont été conçus comme des « navires de patrouille offshore polyvalents ». Les sept premiers navires sont construits avec différentes configurations : une variante « légère » de base pour la tâche de patrouille, une configuration améliorée avec une meilleure capacité d’autodéfense et une variante « complète » intégrant des capacités beaucoup plus étendues.
Le navire est la première variante à pleine capacité de la conception PPA. Son armement comprendra 16 missiles sol-air Aster 15 et Aster 30, des missiles antinavires TESEO, deux lanceurs triples pour torpilles MU90 Impact, une tourelle de 127 mm et une de 76 mm et deux canons télécommandés de 25 mm. Les capteurs comprennent un sonar remorqué ATAS pour la lutte anti-sous-marine et une antenne Black Snake pour la détection des torpilles, ainsi que des lance-leurres ODLS 20 avec contre-mesures antimissiles et anti-torpilles. Comme les autres PPA, le radar principal est un Leonardo Kronos avec quatre panneaux fixes,,,.
La marine italienne a commandé le nouveau missile lourd MBDA TESEO Mk 2E (TESEO « EVO »), un missile antinavire à longue portée doté également d’une capacité d’attaque terrestre stratégique. Le missile aura une nouvelle « tête » terminale avec un double autodirecteur RF (radiofréquence) et vraisemblablement la capacité d’attaquer des cibles au sol, IIR (Imaging IR). Par rapport à son prédécesseur OTOMAT/TESEO, le TESEO « EVO » MK/2E a une autonomie double (voire plus) de 360 km. L’ancien OTOMAT avait un rayon d'action de 180 km,.

## Carrière
Le Giovanni delle Bande Nere a été mis en chantier le 28 août 2019 par Fincantieri à Muggiano et a été lancé le 12 février 2022. Sa mise en service est prévue pour octobre 2024. Le navire a fait l’objet d’essais en mer en août 2022.